# Laurion

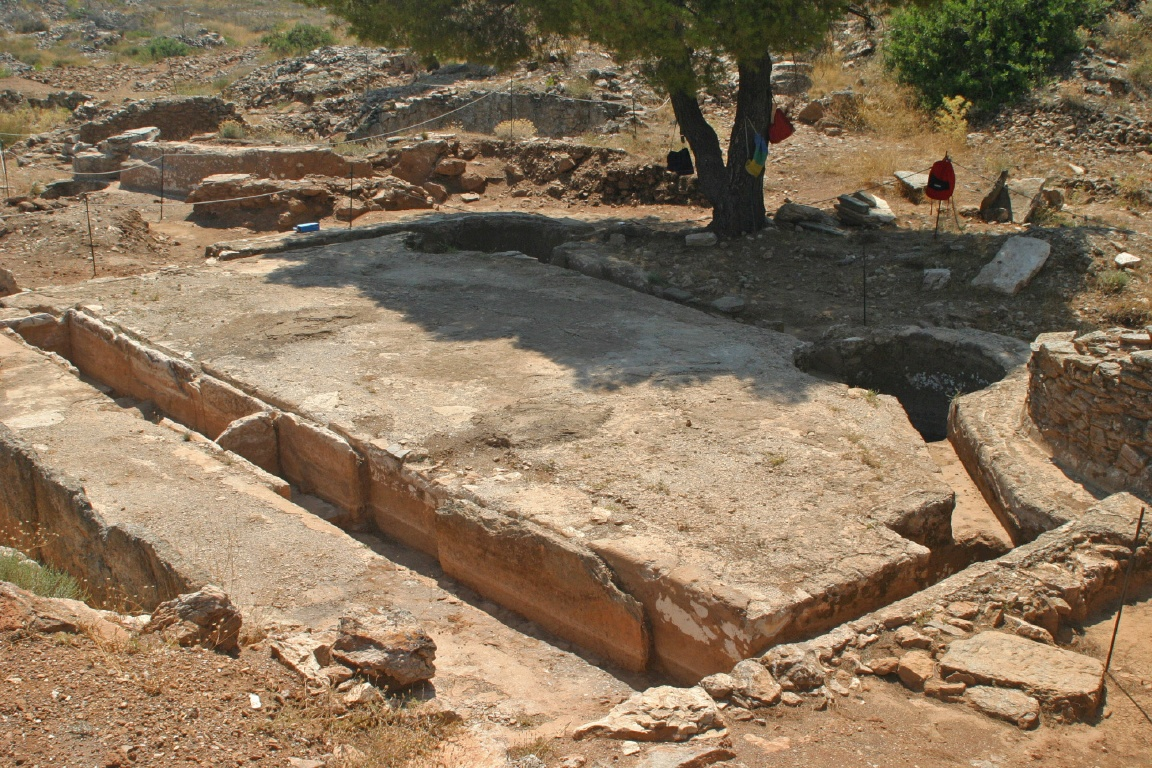
Tvättanläggning i Laurions silvergruva

Laurion, Laurium, Laureion, eller Levrión, (grekiska: Λαύριον, Lavrion), tidigare Thoricum och Ergastiri, är en grekisk stad i Attika. Laurion är idag en förort till Aten.
Laurion var redan under antiken känt för sina bly- och silvergruvor, tack vare vilka man på Themistokles råd kunde bygga upp den Atenska sjömakten. Omkring 1860 återupptog ett franskt-grekiskt bolag gruvdriften, främst genom att utvinna silver, bly och galmeja ur de gamla slagghögarna.